# Hesthesis ferrugineus
Hesthesis ferrugineus är en skalbaggsart som först beskrevs av Jean Baptiste Boisduval 1835.  Hesthesis ferrugineus ingår i släktet Hesthesis och familjen långhorningar. Inga underarter finns listade i Catalogue of Life.